# Годен, Ноэль
Ноэль Годен (фр. Noël Godin; род. 13 сентября 1945 года) — бельгийский писатель
, критик, актёр и знаменитый метатель тортов. Годен получил всемирную известность в 1998 году, когда его сообщники бросили торт в лицо генерального директора Microsoft Билла Гейтса.

## Позиция
В 1969 году Годен впервые совершил «кондитерский теракт», его жертвой стала Маргерит Дюрас. В дальнейшем его жертвами стали министр культуры Франции Филипп Дуст-Блази, экс-президент Франции Николя Саркози и ряд других лиц.
4 февраля 1998 года в Брюсселе Билл Гейтс во время официального визита в Евросоюз получил бросок тортом в лицо. Это произошло во время входа Гейтса в правительственное здание, где он собирался выступать с речью на образовательную тему. Шутник сбежал, однако его помощник и оператор были задержаны, а впоследствии отпущены. Ноэль Годен позднее сам появился на телевидении и взял вину на себя. Возбуждать судебное дело Гейтс отказался. Среди организаторов и прямым исполнителем этой акции был известный бельгийский режиссёр Реми Бельво. Свою антипатию к Гейтсу Годен пояснил так:
За то, что в каком-то смысле Гейтс правит миром и в то же время предлагает свой ум, богатое воображение и власть правительству и в целом сегодняшнему миру — то есть всему ненормальному, несправедливому и отвратительному. Он мог бы стать утопистом, но предпочитает оставаться лакеем системы.
Годен настаивает на том, что его действия не являются насилием. Он строго относится к рецепту торта, который будет использован в качестве «оружия» (как правило это наполненной взбитыми сливками и, возможно, небольшим количеством шоколада мягкий бисквит). Годен утверждает, что его деятельность направлена исключительно на знаменитостей, страдающий от собственной важности и недостатка самоиронии. За свою позицию Годен получил прозвище «Человек-торт».